# Juan Pellicer
 (octobre 2014).
Si vous disposez d'ouvrages ou d'articles de référence ou si vous connaissez des sites web de qualité traitant du thème abordé ici, merci de compléter l'article en donnant les références utiles à sa vérifiabilité et en les liant à la section « Notes et références ».
Pour les articles homonymes, voir Pellicer.
Juan Pellicer Palau, né le 21 février 1901 à Barcelone (Catalogne, Espagne) et mort le 29 janvier 1956 dans la même ville, est un footballeur espagnol des années 1920 qui jouait au poste d'ailier droit.

## Biographie
Juan Pellicer se forme avec les juniors du FC Martinenc. Il est un habile ailier droit qui forme l'attaque du CE Europa de la grande époque aux côtés de joueurs tels que Juan Bordoy, Cándido Mauricio, Manuel Cros et Antonio Alcázar,. Avec le CE Europa, Pellicer joue 16 matchs en première division et marque 4 buts.
Il est champion de Catalogne et finaliste de la Coupe d'Espagne perdue face à l'Athletic Bilbao.
Pellicer joue deux matchs amicaux en 1928 avec le FC Barcelone face aux Hongrois de Ferencvaros.
En 1930, il est recruté par l'UE Sant Andreu.
En 1931 a lieu un match d'hommage en son honneur organisé par le CE Europa.
Après avoir mis un terme à sa carrière de joueur, il est dirigeant, entraîneur et secrétaire technique du CE Europa.

## Palmarès
Avec le CE Europa :
- Champion de Catalogne